# Аян (річка)
Аян — річка в Криму, ліва притока Салгиру. Починається з однойменного джерела, що вибивається могутнім ключем з підніжжя північного схилу Чатир-Дагу, на висоті 486 м, з витратою води залежно від пори року 0,02 — 30,8 м³/с.
Чатир-Даг — окремий гірський масив з вирівняною поверхнею, що має майже геометрично правильну форму зрізаної піраміди з ледве піднятим правим кутом (вершина Еклізі-Бурун висотою 1527 м). Чатир-Даг — не найвищий гірський масив, але найвідоміший. Масив відступив від інших масивів Головної гряди небагато на північ. Чатир-Даг видний звідусіль.
На початку XX століття було ухвалене рішення про будівництво водопроводу від Аянського джерела для водопостачання Сімферополя. Через те, що джерело розташоване вище міста, то вода могла надходити в місто трубами самопливом. За згодою поміщика Попова, власника джерела й землі, якою протікала річка Аян, Сімферопольська міська управа провела великі роботи з підготовки до будівництва водопроводу. Однак Попов незабаром заборонив роботи на своїй землі. І тільки навесні 1926 року на Петровських скелях грабарі вручну приступилися до риття котловану для басейну, куди надходила вода з Аяна.
З огляду на нерівномірність витрат води протягом року, від 4 — 6 млн до 400 тис. цебер на добу в посушливий період, було вирішено у верхів'я річки побудувати водоймище. Будівництво Аянського водоймища почалося в 1927 році за проектом, розробленим інженерно-меліоративним факультетом Харківського сільгоспінституту. Місце для греблі вибрали за 2,8 км нижче джерела Аян. Водоймище обсягом 1,75 млн м³ будувалося у дві черги (1929 і 1939); після реконструкції в 1951 і в 1977 роках, об'єм його збільшився відповідно до 3,9 млн м³. Водоймище розташоване вище села Зарічне (колишній Аян) в оточенні гір. Чиста аянська вода максимальною товщиною 24,5 м з віддзеркалюваним у ній блакитним небом незвичайно прозора. При спорудженні греблі водоймища паралельно велися роботи й на самому джерелі, де було зведено каптажний будинок, що у первозданному виді є дотепер. Усередині будинку з-під скель б'є потужне джерело. До джерела веде 3 км шлях, прокладений лівим бортом долини. В одному місці дороги пробитий 20 м тунель, що був розрахований на гужовий візок. Усе робилося вручну за допомогою кирки, лома й лопати. Навислі над ущелиною скелі були знесені, без підривних робіт. У наш час вода з Аянського водоймища 18 км водоводом надходить у басейн на Петровських скелях, де розташовані питні очисні споруди.